# Handorf
Handorf ist eine Gemeinde im Landkreis Lüneburg in Niedersachsen.

## Geografie
Der Ort liegt im Nordosten von Niedersachsen, zwischen Lüneburg und Hamburg. Er ist neben Bardowick, Barum, Mechtersen, Radbruch, Vögelsen und Wittorf Mitglied der Samtgemeinde Bardowick.

## Geschichte
Um 1450 hatte das Dorf drei Hofstellen und wird im Sondergut des Winsener Schatzregisters aufgeführt.

## Politik
Die Gemeinde Handorf gehört zum Landtagswahlkreis 49 Lüneburg und zum Bundestagswahlkreis 38 Lüchow-Dannenberg – Lüneburg.

### Gemeinderat
Der Rat der Gemeinde Handorf setzt sich aus 13 Mitgliedern zusammen. Die Ratsmitglieder werden durch eine Kommunalwahl für jeweils fünf Jahre gewählt.
Bei der Kommunalwahl 2021 ergab sich folgende Sitzverteilung:
| Gemeinderat 2021Insgesamt 13 Sitze - SPD: 4 - Grüne: 2 - CDU: 6 - NPD: 1 |

## Bildung

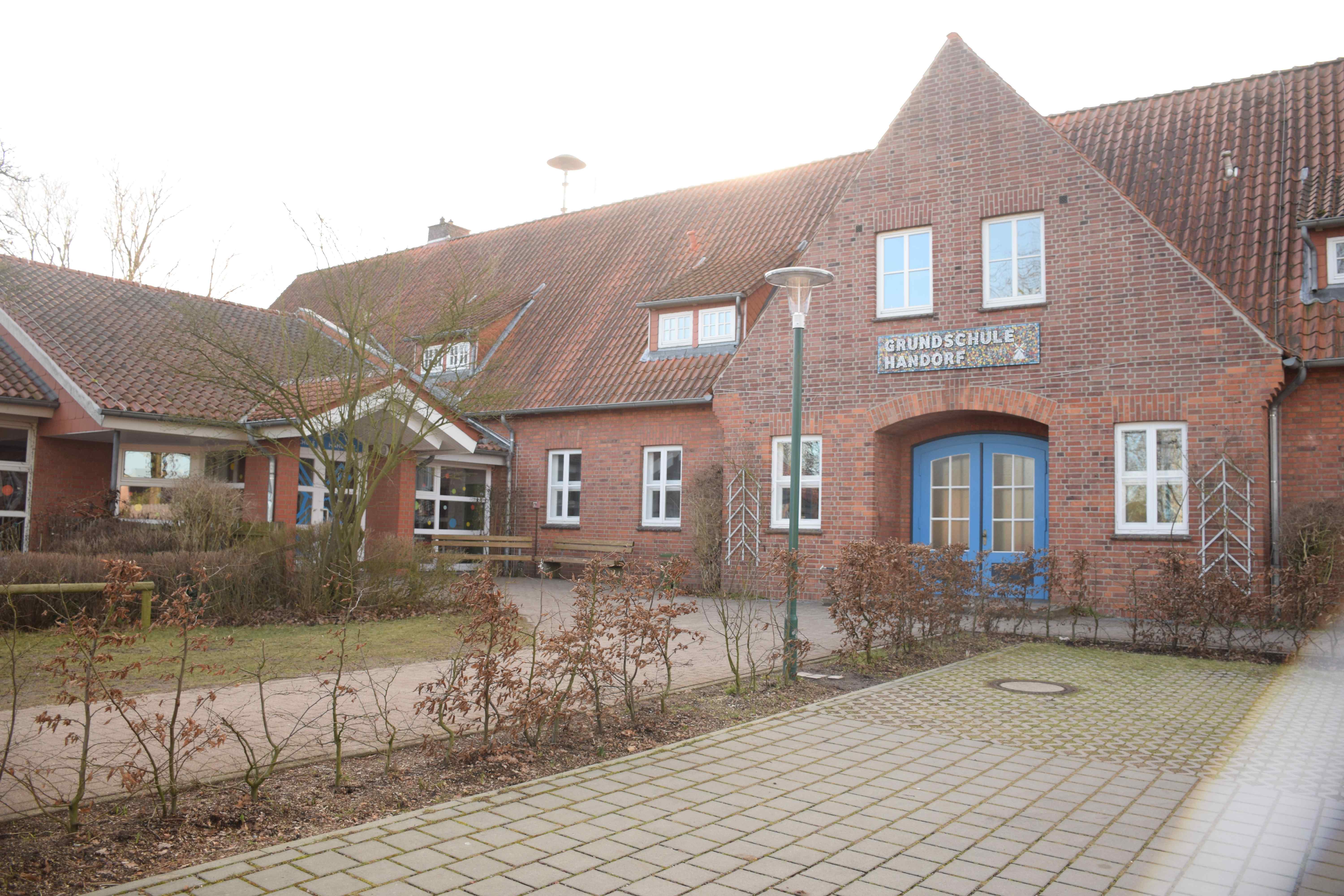
Grundschule

Handorf hat eine Grundschule.

## Kultur und Sehenswürdigkeiten

### Sport
Der Sportverein MTV Handorf, der bereits 1921 gegründet wurde, besitzt vier verschiedene Abteilungen: Fußball, Volleyball, Tennis und Turnen und hat zurzeit etwa 800 Mitglieder. Des Weiteren besitzt Handorf einen eigenen Schützenverein, welcher 1939 gegründet wurde und derzeit rund 240 Mitglieder zählt.

### Regelmäßige Veranstaltungen
- Osterfeuer der Freiwilligen Feuerwehr Handorf
- Orientierungsmarsch der Jugendfeuerwehr Handorf
- Handorfer Schützenfest[7]
- Fahrradrally der Freiwilligen Feuerwehr Handorf

### Bauwerke

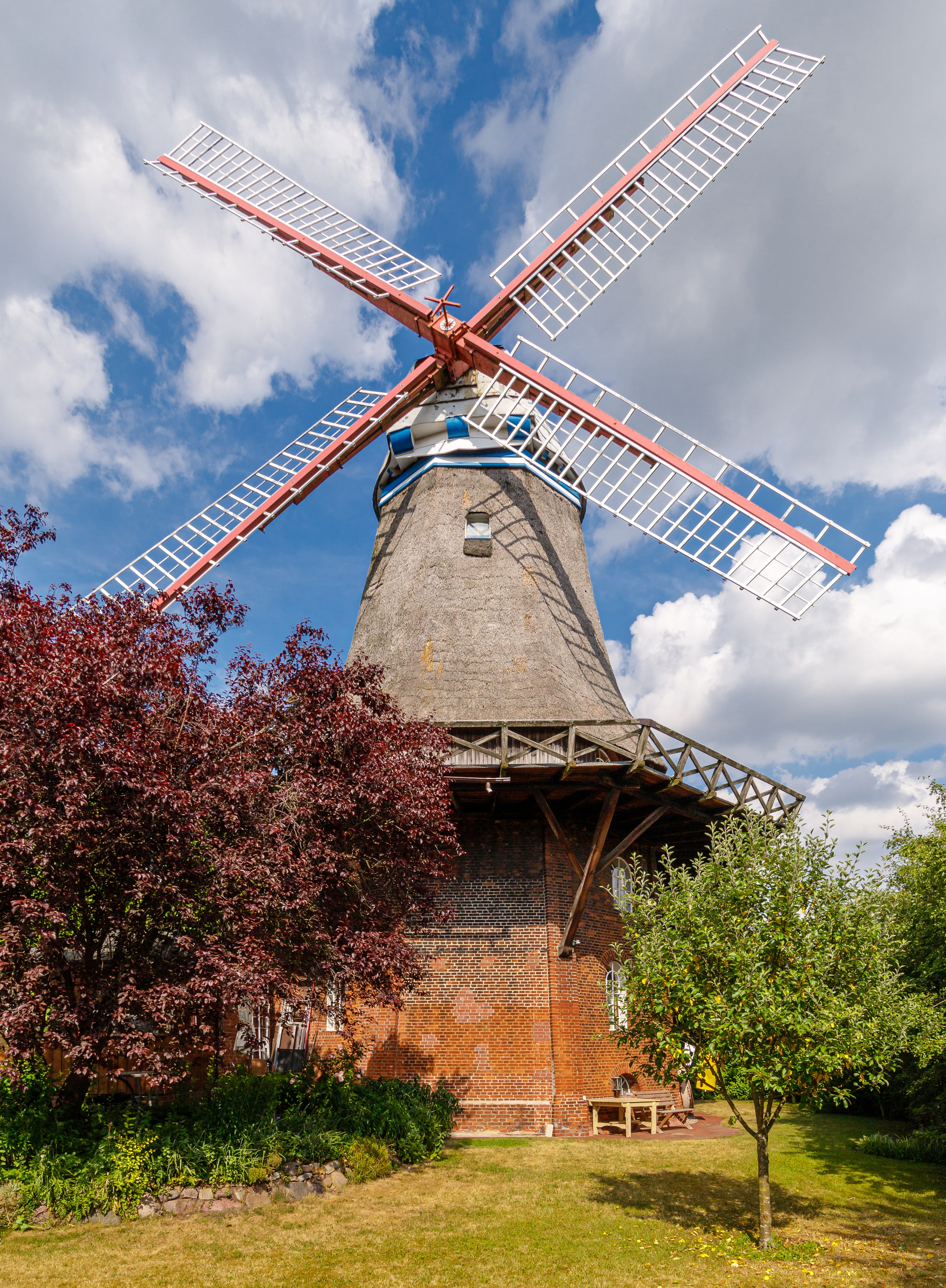
Windmühle Handorf (Teil der Niedersächsischen Mühlenstraße)

- Windmühle aus dem Jahre 1868, Näheres siehe Windmühle Handorf.
- Marienkirche von 1854

## Verkehr
Handorf kann mit dem Auto über die Bundesautobahn 39 (Hamburg–Lüneburg) erreicht werden, der Name der Anschlussstelle lautet „Handorf“. Richtung Norden besteht mit der Elbbrücke Geesthacht eine feste Elbquerung im Zuge der B 404 nach Schleswig-Holstein. Durch die Linie 5402 (Winsen (Luhe) – Rottorf – Handorf – Bardowick – Lüneburg) des Hamburger Verkehrsverbundes ist Handorf an das regionale Busnetz angebunden. Außerdem verkehrt die Linie 4714 morgens für Airbus-Mitarbeiter zum Airbus-Werk nach Finkenwerder.

## Persönlichkeiten
- Hans Balzer (1891–1960), Bühnenautor und Schriftsteller
- Hartmut Strampe (* 1956), DFB-Schiedsrichter, lebt in Handorf